# Rosalie Rendu
Pour les articles homonymes, voir Rendu (homonymie).
Jeanne Marie Rendu, en religion sœur Rosalie, née le 9 septembre 1786 à Confort, dans l'Ain, et décédée à Paris le 7 février 1856 , est une religieuse de la congrégation des Filles de la charité de Saint-Vincent-de-Paul béatifiée en 2003. Elle est commémorée le 7 février selon le Martyrologe romain.

## Biographie
Fille de cultivateurs aisés, aînée de quatre filles, elle a pour parrain par procuration Jacques Émery, ami de la famille et futur supérieur général des Sulpiciens à Paris. Elle a trois ans lorsqu'éclate la Révolution française. La maison de la famille Rendu devient alors un refuge pour Paget, évêque de Genève, et pour des prêtres réfractaires à la Constitution civile du clergé. Elle fait sa première communion une nuit, dans la cave de sa maison, à la lueur d'une bougie. À l'âge de dix ans, elle perd son père le 12 mai 1796, et sa dernière petite sœur, âgée de quatre mois, le 19 juillet suivant.
Elle quitte sa famille à treize ans, pour entrer chez les Sœurs Ursulines à Gex, où elle apprend les arts ménagers. Une note de l'enquête de béatification indique : « c'est plus tard ce genre d'éducation qu'elle donna elle-même aux filles de son quartier. » Elle y découvre l'hôpital, où les Filles de la charité assurent les soins aux malades, et où un stage lui permet de préciser ce qui sera sa vocation.
Elle entre au noviciat des Filles de la charité à l'âge de seize ans, le 25 mai 1802, où elle fait ses vœux en 1807. Elle est envoyée très rapidement dans le quartier de la rue Mouffetard à côté de l'église Saint-Médard, où elle restera 54 ans au service de tous les pauvres du quartier, affrontant les émeutes et les révolutions.
En 1815, sœur Rosalie devient la supérieure de la communauté. Les supérieurs lui confient les postulantes et les jeunes sœurs pour les former.

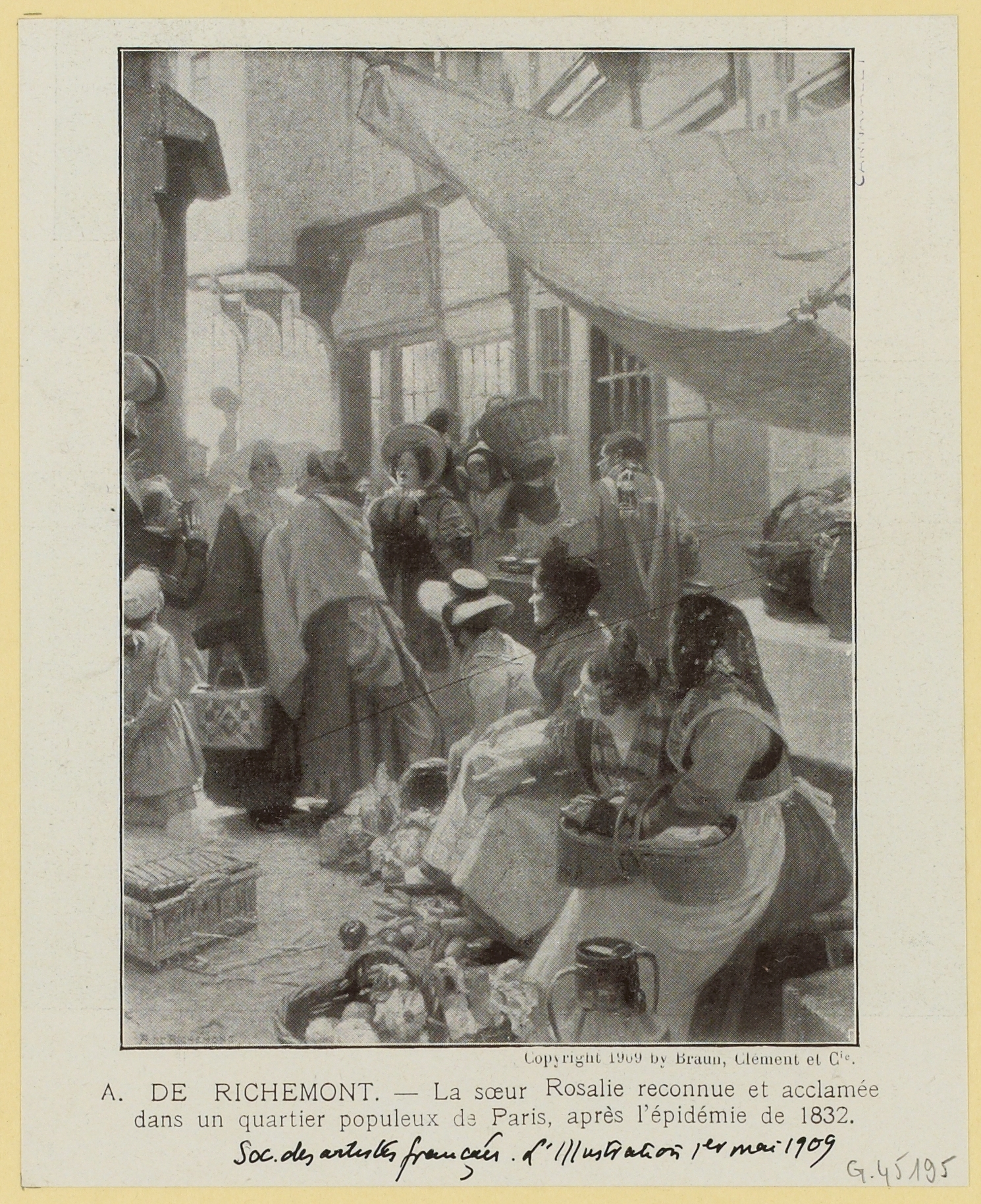
Rosalie Rendu acclamée dans un quartier populeux de Paris, après l'épidémie de choléra en 1832.

À 47 ans, vers 1833, elle rencontre Frédéric Ozanam et participe avec lui à la création de la Société de Saint Vincent de Paul.
En 1852, Napoléon III la nomme chevalier de la Légion d'honneur ; elle s'apprête à refuser, mais le supérieur des prêtres de la Mission et des Filles de la charité l'oblige à accepter.
Elle meurt en 1856, à 69 ans, après une courte maladie, à son domicile rue de l'Épée-de-Bois. Après la célébration des obsèques en l'église Saint-Médard, sa paroisse, une foule immense et très émue suit sa dépouille jusqu'au cimetière du Montparnasse.

« Les honneurs funèbres ont été rendus à la Sœur Rosalie avec un éclat inaccoutumé. La sainte femme était depuis cinquante‑deux ans hospitalière dans un quartier où il y a beaucoup de malheureux à soulager et tous les malheureux reconnaissants l'ont accompagnée à l'église et au cimetière. Un piquet d'honneur faisait partie du cortège. »

— Le Moniteur universel

## Action caritative
Sœur Rosalie était au centre du mouvement de charité qui caractérisa Paris et la France dans la première moitié du XIXe siècle.
Le quartier de la rue Mouffetard est alors un des endroits les plus pauvres de Paris. Les ravages d'un libéralisme économique triomphant sous la Restauration puis sous la monarchie de Juillet accentuent la misère des laissés-pour-compte. Pour venir en aide à tous ceux qui souffrent, Sœur Rosalie ouvre un dispensaire, une pharmacie, une école, un orphelinat, une crèche, un patronage pour les jeunes ouvrières, une maison pour les vieillards sans ressources… En raison du nombre croissant de sœurs, le bureau de bienfaisance devient une maison de charité avec un dispensaire et une école.
Durant les journées d'émeutes de juillet 1830 et de février 1848 (où Denys Affre, archevêque de Paris, est tué en voulant s'interposer entre les belligérants), Sœur Rosalie monte sur les barricades pour secourir les combattants blessés de quelque camp qu'ils soient. Sans crainte aucune, elle risque sa vie dans les affrontements. Son courage et son esprit de liberté forcent l'admiration. Durant des années, sa devise, face aux hommes qui s'affrontaient, aura été : « Ici on ne tue pas. »

### Citation
Elle donna à une de ses sœurs en difficulté ce conseil qui était le secret de sa vie :

« Si vous voulez que quelqu'un vous aime, aimez d'abord en premier ; et si vous n'avez rien à donner, donnez-vous vous-même. »

## Hommages et postérité

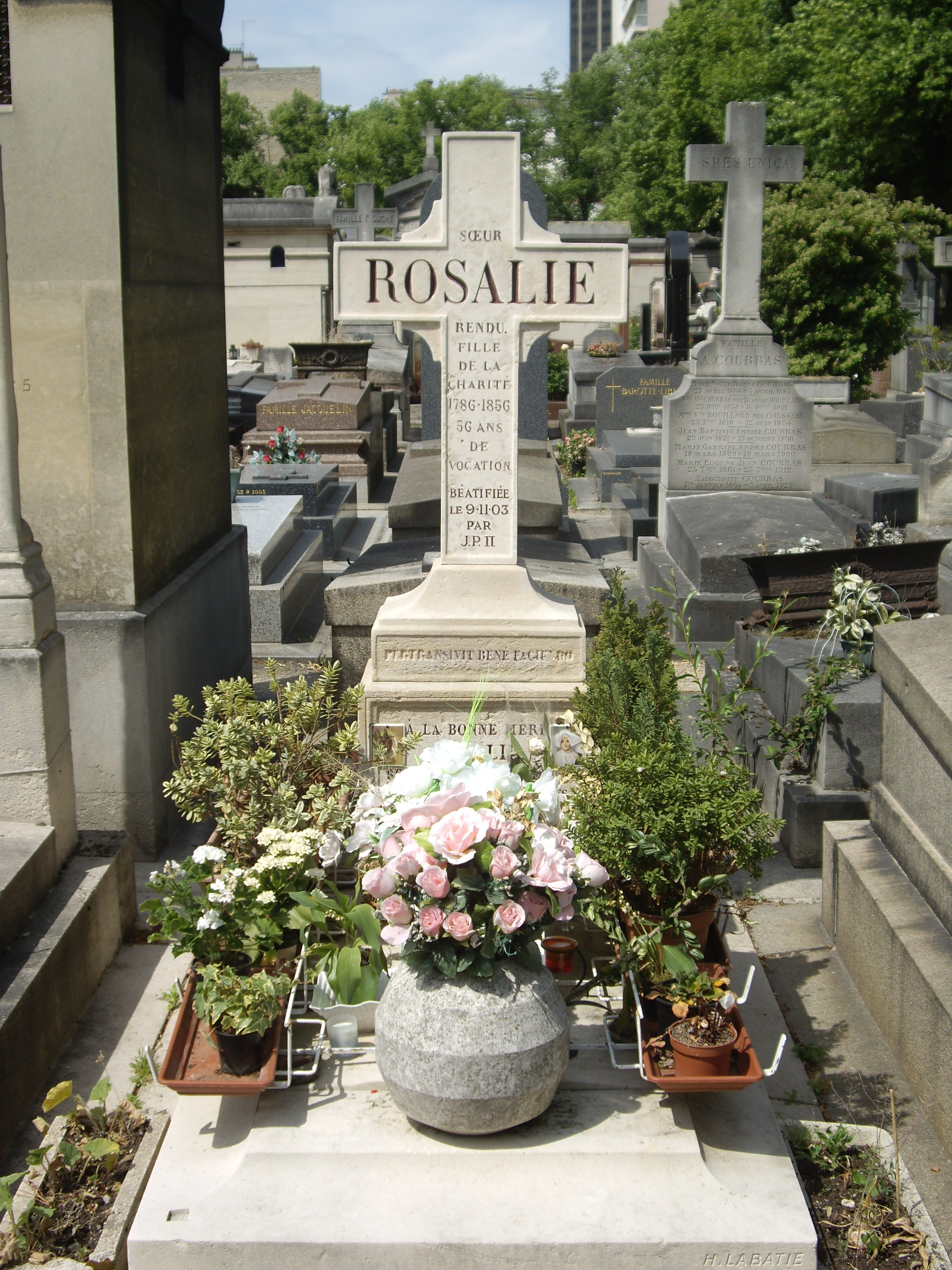
Tombe de sœur Rosalie au cimetière du Montparnasse.

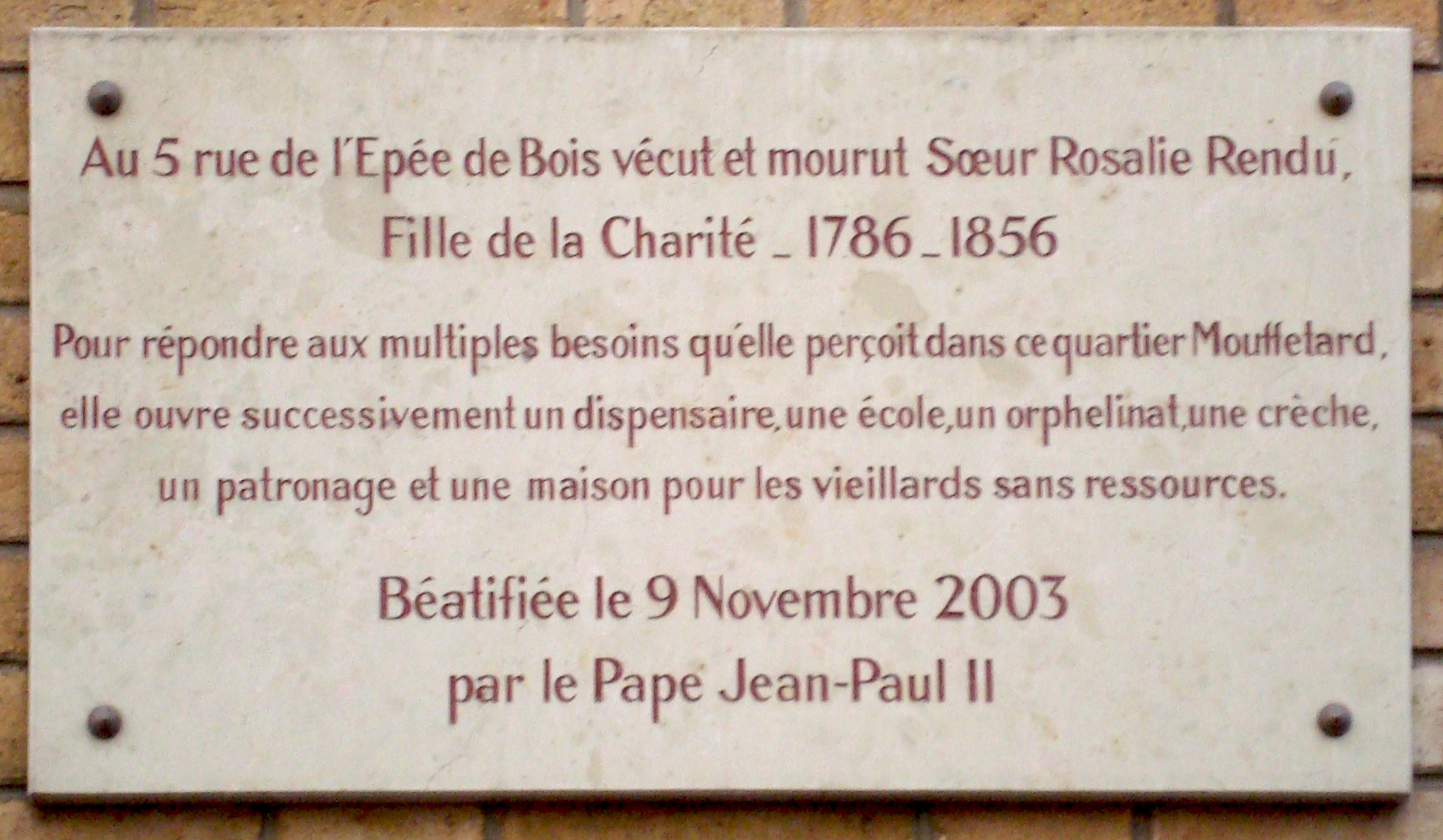
Plaque 5 rue de l'Épée-de-Bois (Paris).

À sa mort, de nombreux articles de presse provenant de journaux de toute tendance viennent témoigner de l'admiration unanime que Sœur Rosalie avait suscitée. Le Constitutionnel, journal de la gauche anticléricale, n'hésite pas à commenter :

« Les malheureux du 13e arrondissement de Paris viennent de faire une perte bien regrettable : la Sœur Rosalie, Supérieure de la communauté de la rue de l'Épée de Bois, est décédée hier à la suite d'une longue maladie. Depuis de longues années, cette respectable religieuse était la providence des classes nécessiteuses et nombreuses dans ce quartier. »

Elle a été béatifiée par le pape saint Jean-Paul II le 9 novembre 2003 et elle est fêtée le 7 février.
Des reliques de la bienheureuse ont été déposées dans l'autel de l'église Sainte-Rosalie dans le 13e arrondissement de Paris en décembre 2019.

### Autres
- L’avenue de la Sœur-Rosalie porte son nom à Paris, derrière la place d’Italie.
- Elle est citée dans le 52e des 480 souvenirs cités par Georges Perec dans Je me souviens.